# Svobodna avtorska pravica
Svobodna avtorska pravica (angleško copyleft) je oblika licenciranja avtorskih del, nasprotna načelu pridržanih pravic s tem da odpravlja vse pravice, ki se tičejo avtorjev. Odpravlja vse omejitve glede razmnoževanja kopij ali modificiranih verzij ter zahteva, da bodo novi izdelki ali modificirane verzije prav tako prosto dostopne. 
Copyleft je oblika licenciranja, ki se uporablja za modifikacijo avtorskih pravic za dela na področju računalniške programske opreme, dokumentov, glasbe in umetnosti. V splošnem avtorske pravice prepovedujejo presnemavanje, distribuiranje kopij avtorjevega dela. Za razliko pa copyleft daje vsem pravico do presnemavanja, distribuiranja kopij avtorjevega dela, vendar le v primeru, da se te pravice prenašajo naprej. V široki uporabi je copyleft licenca GNU General Public License. Podobne licence so na voljo tudi preko Creative Commons z imenom Share-alike.
Copyleft je lahko karakteriziran tudi kot licenčna shema avtorskih pravic, za katere pa avtor preda nekaj in ne vseh avtorskih pravic. Namesto, da bi njegovo delo padlo popolnoma v roke javnosti (kjer ni nobenih avtorskih pravic), copyleft dovoljuje, da avtor lahko še naloži nekaj vendar ne vseh restrikcij glede avtorskih pravic, za tiste, ki posegajo v dejavnosti, ki bi bile drugače v nasprotju z avtorskimi pravicami. Pod Copyleftom se lahko izognemo takšnim kršitvam.
Medtem, ko avtorske pravice dajejo ekskluzivne pravice originalnem avtorju, druge pa izključujejo. Copyleft pa varuje svobodo vseh drugih, tako da uporablja avtorska dela, kot da ne bi bila zaščitena razen z eno izjemo: copyleft ščiti pravico do odprtega dostop do potrebnih informacij (npr. izvorna koda) s tem, da je to kodo potrebno objaviti.

## Zgodovina
Zgodnji primer Copylefta se je pojavil leta 1975 v projektu Tiny BASIC, ki se je pojavil v letaku z novicami, ki ga je izdajalo podjetje s podočja informacijske tehnologije. Dennis Allison je napisal specifikacije za preprosto verzijo programskega jezika BASIC. Cilj je bil, da bi program zasedel od 2 do 3 kilobajtov spominskega prostora.
Te osnove programskega jezika BASIC so kmalu dobile prostor v Dr. Dobb's žurnalu iz TinyBASICa. Posamezniki so začeli s svojimi lastnimi interpretacijami tega programskega jezika in modificirali izvorno kodo, ki so jo objavljali v žurnalu Dr. Dobba in ostalih revijah. Do sredine leta 1976 je bil TinyBASIC na voljo za Intel 8080, Motorolo 6800 in MOS Technology 6502 procesorje. To je bil zelo uspešen odprotkodni projekt.
V majskem izvodu žurnala Dr. Dobba leta 1976 se je pojavil Li-Chen Wang's Palo Alto Tiny BASIC za mikroprocesor Intel 8080. Naslov se je začel z imenom avtorja in datumom in s tipičnim »@COPYLEFT ALL WRONGS RESERVED«. Decembra istega leta je Roger Rauskolb modificiral in izboljšal Li-Chen Wangov program ter ga objavil v Interface Age magazinu. Roger je objavil svoje ime in ohranil oznako COPYLEFT.
Naslednji primer Copylefta je prišel na obzorje, ko je Richard Stallman delal Lisp . Podjetje Symbolics ga je prosilo, če lahko uporabi njegov program Lisp in Stallman jim ga je dal skupaj z javno domeno njegove verzije. Pri Symbolicsu so ta program izpopolnili, vendar, ko pa je Stallman hotel vpogled v kodo njihove verzije pa so ga zavrnili. Stallman je potem leta 1984 začel delati na projektu, da bi izbrisal to obnašanje in kulturo lastniške programske opreme, ki ga je poimenoval zbiranje programske opreme.
Da bi Stallman odpravil zakone na področju avtorskega prava, se je odločil, da se bo posvetil delu na ogrodju obstoječega prava in tako je ustavil svojo različico avtorskih pravic, ki jih je poimenoval Emacs General Public Licence. To je bila prva Copyleft licenca. Iz tega se je kasneje razvila GNU General Public Licence, ki še danes velja za najbolj priljubljeno prosto programsko licenco. Tako je bilo prvič v zgodovini, da se pravice prenesejo na uporabnike programske opreme neglede na to, kakšne spremembe v izvorni kodi so naredili. Ta licenca v tistem času še ni imela oznake Copyleft.
Richard Stallman je rekel, da je termin Copyleft prišel iz ust Dona Hopkinsa, za katerega je trdil, da je zelo ustvarjalen človek. Termin »kopyleft« je bil v uporabi sicer že v sedemdesetih letih 20. stoletja, kjer pa je najverjetneje dobil navdih Don Hopkins.
Pojavljajo se problemi glede definicije termina »copyleft«. Beseda je izpeljanka iz besede »copyright« in sicer na smešen način. Pomeni licence iz avtorskih pravic z GNU General Public Licence, ki je izpeljanka Richarda Stallmana kot del Fundacije za prosto programsko opremo. 
Nekateri trdijo, da je copyleft postal ideološki spor med Odprtokodno iniciativo (OSI) in gibanjem za prosto programsko opremo (FSF). Vendar pa imamo dokaz, da ga priznavata obe strani:
- Tako OSI kot FSF imata copyleft in non-copyleft licence na njihovi listi licenc.
- Pravni predstavnik OSI-ja Laurence Rosen je napisal copyleft licenco Open Software License.
- OSI priznava GPL General Public Licence kot najboljšo licenco.
- Nekatera programska oprema iz projekta GNU je objavljena pod non-copyleft licenco.
- Tudi Stallman je uporabil non-copyleft licenco v določenih okoliščinah, kot so bile v primeru spremembe licence Ogg Vorbisa.

## Uporaba Copylefta
Splošna praksa uporabe copylefta je, da določa pogoje za kopiranje nekega dela, ki ima licenco. Takšna licenca daje uporabniku vse pravice, ki jih ima avtor tega dela, ki vključujejo (iz definicije proste programske opreme):
1. pravico uporabljati in študirati to delo
2. pravico kopirati in razmnoževati to delo z drugimi uporabniki
3. pravico modificirati to delo
4. in pravico do distributiranja modificiranega dela.

Da bi bilo delo res copyleft, mora licenca zagotavljati, da bo avtor modificiranega dela, distribuiral to delo pod enakimi pravicami.
Pravice pa se ne nanašajo samo glede na razmnoževanje kopij. Zajema tudi področje, kjer govori o dostopnosti izvorne kode. Modificirano delo mora imeti skupaj s programsko opremo tudi prosto dostopno izvorno kodo .
Copyleft licence izkoriščajo tudi nekatera pravila in zakone. Delo, ki je izdano pod oznako copyright, prinaša s seboj tudi vrsto omejitev do uporabnika. Če pa izdamo copyright delo pod licenco copyleft, pa se namenoma odpovedujemo nekaterim pravicam, ki jih prinaša copyright, vključno s pravico, da smo edini distributer kopij tega dela.
Seveda pa se zakoni glede copyleft licence razlikujejo od države do države. V neki državi je lahko zakonito prodajati izdelek brez garancije v standardni GNU GPL obliki (glej odstavek št. 11 in 12 od GNU GPL verzije 2), medtem ko je to predvsem v evropskih državah to prepovedano. Zaradi tega se za evropski prostor uporabljajo omejene garancije, ki dovoljujejo uporabo GNU GPL programske opreme.

## Tipi Copyleft licence in njene relacije do drugih licenc
Copyleft je ena izmed sestavin licence, ki izhaja iz proste programske opreme. Veliko licenc proste programske opreme ni copyleft licenca, ker ne zahteva licence, za distribucijo modificiranih del pod isto licenco. Tako se pojavi debata, katera licenca omogoča največ pravic. Debata se potem širi tudi na samo področje definicije pravic in katere pravice so najpomembnejše. Non-copyleft licence proste programske opreme maksimizirajo pravice, da lahko ustvarimo programsko opremo, ki si jo lahko lastimo.

### Močen in šibek copyleft
Kadar govorimo, da je copyleft močen, se to nanaša predvsem na to, katere lastnosti copylefta se prenesejo na modificirano delo, ki ga je spremenil uporabnik. Če pa govorimo, da je copyleft šibek, pa mislimo na to, da se licenca ni prenesla v celoti z njenimi pravicami.
«Šibek copyleft« licence se najpogosteje uporabljajo v knjižnicah programske opreme. S temi knjižnicami mislimo na programsko kodo, ki se skriva za samim programom. Te knjižnice omogočijo ostali programski opremi, da se poveže z njo. In tako so lahko distribuirane brez uveljavljanja posebnih licenc.
Najbolj znana licenca, ki se pojavlja v prosti programski opremi je GNU General Public Licence. Prosta programska oprema, ki uporablja širek copyleft vključuje GNU Lesser General Public License in Mozilla Public License. 
Design Science License pa je primer močne copyleft licence, ki pa se nanaša na vsa dela, ki niso iz področja programske opreme, glasbe, športne fotografije in videa.

### Celotni ali delni copyleft
Ta dva termina se nanašata na povsem drugo vprašanje. »Celoten« copyleft obstaja samo takrat, kadar je neko delo lahko modificirano in distribuirano samo pod pogoji copyleft licence za to delo. »Delni« copyleft pa se pojavi takrat kadar je neko delo modificirano in distribuirano tudi pod nekimi drugimi pogoji in ne samo pod pogoji licence copyleft.

### Share-alike licenca
Share-alike licenca se nanaša na pravice, ki pravijo, da morajo biti pravice originalnega dela dostopne pod enakim pogoji kot pravice za modificirano delo. To pomeni, da vsaka copyleft licenca je avtomatično share-alike licenca in ne obratno, ker nekatere share-alike licence vključujejo določene omejitve, večinoma v zvezi s prepovedjo komercialne uporabe. Nekatere izpeljanke iz Creative Commons licence so primeri share-alike.